# Jewgienij Morgunow
Jewgienij Aleksandrowicz Morgunow, ros. Евге́ний Алекса́ндрович Моргуно́в (ur. 27 kwietnia 1927 roku w Moskwie, zm. 25 czerwca 1999 tamże) – radziecki i rosyjski aktor, reżyser i scenarzysta. 

## Życiorys
W wieku 14 lat rozpoczął pracę w moskiewskich zakładach obróbki skrawaniem, gdzie wykonywał części do pocisków artyleryjskich. W 1943 Morgunow, wówczas sierota napisał list do Stalina, w którym prosił, aby mógł podjąć naukę w szkole teatralnej. Na jego list przyszła pozytywna odpowiedź i Morgunow rozpoczął naukę w szkole działającej przy teatrze im. Tajrowa. Po roku przeniósł się do WGIK, który ukończył w 1948. Po studiach pracował w Państwowym Teatrze Aktorów Filmowych GTK, skąd w 1951 przeniósł się do Teatru Małego, aby stamtąd wrócić ponownie do GTK.
Na wielkim ekranie zadebiutował w 1944 rolą w filmie O szóstej wieczorem po wojnie (reż. Iwan Pyrjew). W latach 50. występował głównie w filmach historycznych, zanim nie doczekał się swojej najsłynniejszej roli - Bywałego w serii filmów Leonida Gajdaja. Po konflikcie z Gajdajem od lat 70. rzadko występował w filmie. W swoim dorobku miał 67 ról filmowych.
Brak propozycji artystycznych wywołał u Morgunowa poważną depresję i chorobę alkoholową. Zmarł w Moskwie, pochowany na Cmentarzu Kuncewskim.

## Role filmowe (wybór)
- 1944: O szóstej wieczorem po wojnie (В шесть часов вечера после войны) jako artylerzysta
- 1944: Numer 217 (Человек № 217) jako więzień nr 204
- 1948: Młoda gwardia (Молодая гвардия) jako Stachowicz / Poczepcow
- 1949: One mają ojczyznę (У них есть Родина) jako komendant
- 1950: Donieccy górnicy (Донецкие шахтёры) jako syn Gorowych
- 1950: Zwycięzca przestworzy (Жуковский) – epizod
- 1950: Tajna misja (Секретная миссия) jako amerykański żołnierz
- 1952: Niezapomniany 1919 (Незабываемый 1919 год ) jako anarchista
- 1954: Dowódca statku (Командир корабля) jako Machotin
- 1955: Meksykanin (Мексиканец) jako Michael
- 1956: Paweł Korczagin (Павел Корчагин) jako więzień
- 1959: Wasilij Surikow (Василий Суриков ) jako komendant miasteczka
- 1959: Białe noce (Белые ночи) jako strażnik
- 1959: Los człowieka (Судьба человека) jako żołnierz niemiecki
- 1961: Pies Barbos i niezwykły cross (Пёс Барбос и необычный кросс) jako Bywałyj
- 1961: Bimbrownicy (Самогонщики) jako Bywałyj
- 1963: Ścieżki, dróżki (Стёжки-дорожки)
- 1964: Do widzenia, chłopcy (До свидания, мальчики!) jako plażowicz
- 1965: Operacja „Y”, czyli przypadki Szurika (Операция "Ы" и другие приключения Шурика) jako Bywałyj
- 1967: Kaukaska branka, czyli nowe przygody Szurika (Кавказская пленница, или Новые приключения Шурика) jako Bywałyj
- 1968: Siedmiu staruszków i jedna dziewczyna (Семь стариков и одна девушка) jako Bywałyj
- 1976: Cyrk w cyrku (Соло для слона с оркестром) jako Kola
- 1992: Białe noce (Белые ночи)
- 1998: Romans bulwarowy (Бульварный роман) jako gubernator
- 1998: Rajskie jabłuszko (Райское яблочко) jako Tiubikow